# Генпентаконтасеребротетрадекатербий
Генпентаконтасеребро̀тетрадекате́рбий — бинарное неорганическое соединение, интерметаллид
тербия и серебра
с формулой Ag51Tb14,
кристаллы.

## Получение
- Сплавление стехиометрических количеств чистых веществ:

{\displaystyle {\mathsf {14Tb+51Ag\ {\xrightarrow {985^{o}C}}\ Ag_{51}Tb_{14}}}}

## Физические свойства
Генпентаконтасеребротетрадекатербий образует кристаллы
гексагональной сингонии, пространственная группа P 6/m, параметры ячейки a = 1,2654 нм, c = 0,9291 нм, Z = 1,
структура типа тетрадекагадолинийгенпентаконтасеребра Gd14Ag51.
Соединение конгруэнтно плавится при температуре 985 °C (983 °C)
и имеет область гомогенности 21,5÷25,5 ат.% тербия.